# Casalcassinese
Casalcassinese è una frazione di settanta abitanti del comune di Acquafondata, in provincia di Frosinone. Si estende in una verde valle all'altitudine di 750 m s.l.m. alle pendici della Monna di Casale 1.396 m s.l.m. in prossimità del confine molisano. Il paese è  diviso in una serie di contrade: Collemerino, Collevecchio, la Macerella e il Quadro.

## Storia
Il paese ha origini antichissime come conferma un documento dell'anno 787 nell'archivio di Montecassino dove è citato in riferimento a spartizioni di terre del conte di Venafro. Successivamente intorno al 1100 il paese insieme ad Acquafondata e Viticuso passò nei territori benedettini. Il passaggio avvenne in quanto Pandolfo e Odoaldo, come scrisse un monaco “…terras nostri monasteri sibi contiguas infestare…” ossia infestavano i territori contigui ai possedimenti di Montecassino, allora l'abate radunò l'esercito e obbligò i due a cedergli Casale e Acquafondata.

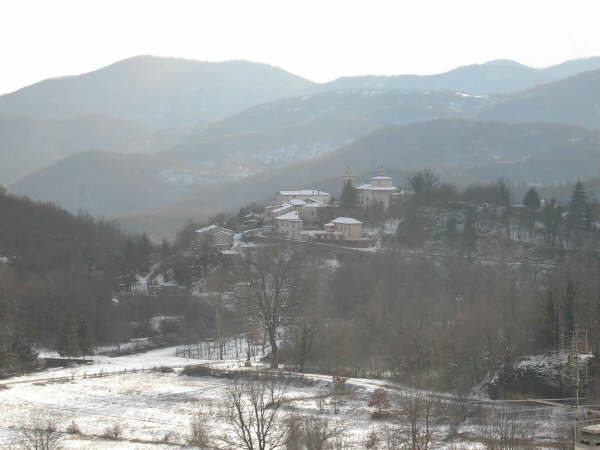
Veduta invernale

Questo territorio ha fatto parte per moltissimo tempo della terra di S.Benedetto e ha risentito per via indiretta dei cambiamenti storici, fino a tutto il settecento sotto i  Borboni e successivamente sotto il dominio francese (1800), con il quale il territorio entrò  ella provincia della Terra di Lavoro. Dopo l'Unità d'Italia, conobbe l'amara esperienza del brigantaggio. Il Novecento è segnato dalla triste esperienza della Grande Guerra, 22 casalesi “Per la patria lanciarono l'animo oltre l'ostacolo”  e dai tragici avvenimenti del secondo conflitto mondiale che non ha risparmiato questi tranquilli posti a causa della collocazione contigua alla linea Gustav. In quest'ultima occasione si vanno ad aggiungere alle vittime militari “Figli di Casalcassinese che all'Italia donarono la vita”, gli innumerevoli caduti civili e inoltre i soprusi che gli abitanti del luogo subirono sia da parte dell'esercito tedesco sia successivamente dei soldati alleati nordafricani. Fu luogo di riorganizzazione delle truppe alleate che cercavano di risalire l'Italia, qui i soldati francesi posizionarono due ospedali militari. C'è un cippo in memoria delle 337 salme di soldati francesi e nordafricani sepolti provvisoriamente qui prima del trasferimento al cimitero militare francese di Venafro.

## Eventi
A Casalcassinese si svolge ogni anno la festa patronale in onore di Antonio di Padova il 17 e 18 agosto e la sagra dei maccheroni sempre nello stesso mese.

## Luoghi di interesse
Sono da segnalare la Fontana vecchia, realizzata dai monaci benedettini, le Macere dove sono visibili i ruderi del vecchio paese e le Mura del palazzo risalenti all'anno 1000.